# Kaiya Ōta
Kaiya Ōta (japanisch 太田 海也 Ōta Kaiya; * 27. Juli 1999 in Okayama) ist ein japanischer Bahnradsportler, der auf Kurzzeitdisziplinen spezialisiert ist.

## Sportlicher Werdegang
Als Schüler und Student betrieb Ōta Rudersport, gab diesen aber wegen Rückenschmerzen auf. Er brach sein Studium an der Nihon-Universität nach einem Jahr ab und ging zurück in seine Heimat Okayama, wo er in einem Fahrradladen arbeitete. Er beschloss, Radrennfahrer zu werden und machte 2021 die Aufnahmeprüfung der japanischen Keirin-Schule, die er aufgrund sehr guter Leistungen vorzeitig abschloss.
Ab 2022 trat er auch bei internationalen Bahn-Wettkämpfen auf. Mit der japanischen Mannschaft siegte er im Teamsprint der Asienmeisterschaften 2022. Ab 2023 entwickelte er sich zu einem der weltbesten Bahnsprinter: Er erzielte vier Podiumsplatzierungen im Nations Cup 2023, gewann Gold im Sprint bei den Asienspielen und wurde dreifacher japanischer Meister. Zudem gewann er mit der Mannschaft Teamsprint-Gold bei Asienmeisterschaften und Asienspielen.
Im Nations Cup 2024 gewann er drei Wettbewerbe, wobei er im Sprint-Finale von Adelaide und Hongkong jeweils Matthew Richardson schlug; hinzu kamen eine Goldmedaille im Keirin-Lauf von Hongkong sowie drei weitere Podiumsplätze. Bei den Olympischen Spielen 2024 trat er in drei Wettkämpfen an: Im Teamsprint kam er zusammen mit Yoshitaku Nagasako und Yūta Obara auf den fünften Platz, im Sprint-Wettkampf schied er in einem umstrittenen Viertelfinale gegen Jack Carlin aus. Im abschließenden Keirin-Wettkampf wurde er infolge einer zweiten Verwarnung im Halbfinale disqualifiziert. Bei den folgenden Weltmeisterschaften konnte er sich mit zwei Bronzemedaillen revanchieren.

## Erfolge
2022
 Asienmeister – Teamsprint (mit Yoshitaku Nagasako, Yuta Obara und Kohei Terasaki)
2023
 Asienmeister – Teamsprint (mit Yoshitaku Nagasako und Yuta Obara)
 Asienmeisterschaften – Sprint
 Asienspiele – Sprint, Teamsprint (mit Yoshitaku Nagasako, Yuta Obara und Shinji Nakano)
 Japanischer Meister – Sprint, Keirin, Teamsprint (mit Yuta Obara, Kohei Terasaki und Kento Yamasaki)
2024
 Nations Cup – Sprint (Adelaide, Hongkong)
 Nations Cup – Keirin (Hongkong)
 Weltmeisterschaften – Sprint, Teamsprint (mit Yuta Obara und Yoshitaku Nagasaki)
2025
 Asienmeister – Sprint, Teamsprint (mit Yoshitaku Nagasako und Shinji Nakano)
 Asienmeisterschaften – Keirin